# 第2次近衛内閣
第2次近衛内閣（だいにじ このえないかく）は、公爵貴族院議員・第34代内閣総理大臣の近衛文麿が第38代内閣総理大臣に任命され、1940年（昭和15年）7月22日から1941年（昭和16年）7月18日まで続いた日本の内閣。

## 閣僚の顔ぶれ・人事

### 国務大臣
1940年（昭和15年）7月22日任命。在職日数362日（第1次、2次通算943日）。 
| 職名 | 代 | 氏名       | 氏名 | 出身等                                                     | 特命事項等               | 備考                                   |
| --- | -- | ---------- | ---- | ---------------------------------------------------------- | ------------------------ | -------------------------------------- |
| 内閣総理大臣 | 38 | 近衛文麿   |      | 貴族院 無所属 （火曜会） 公爵                              | 農林大臣、興亜院総裁兼任 | 大政翼賛会総裁                         |
| 外務大臣 | 56 | 松岡洋右   |      | 民間                                                       | 拓務大臣兼任             | 初入閣                                 |
| 内務大臣 | 54 | 安井英二   |      | 貴族院 （無所属→） 大政翼賛会 （（無会派→） 無所属倶楽部） | 厚生大臣兼任             | 1940年12月21日免                       |
| 内務大臣 | 55 | 平沼騏一郎 |      | 民間 男爵                                                  |                          | 転任 1940年12月21日任                  |
| 大蔵大臣 | 42 | 河田烈     |      | 貴族院 無所属 （公正会）                                   |                          | 初入閣                                 |
| 陸軍大臣 | 29 | 東條英機   |      | 陸軍中将 （陸大27期）                                      | 対満事務局総裁兼任       | 初入閣                                 |
| 海軍大臣 | 20 | 吉田善吾   |      | 海軍中将 （海大甲種13期）                                  |                          | 留任 1940年9月5日免                    |
| 海軍大臣 | 21 | 及川古志郎 |      | 海軍大将 （海大甲種13期）                                  |                          | 初入閣 1940年9月5日任                  |
| 司法大臣 | 41 | 風見章     |      | 衆議院 （国民同盟→） 大政翼賛会                            |                          | 初入閣 1940年12月21日免                |
| 司法大臣 | 42 | 柳川平助   |      | 予備役陸軍中将 （陸大24期）                                |                          | 初入閣 1940年12月21日任                |
| 文部大臣 | 52 | 橋田邦彦   |      | 民間                                                       |                          | 初入閣                                 |
| 農林大臣 | 17 | 近衛文麿   |      | 貴族院 無所属 （火曜会） 公爵                              | 内閣総理大臣兼任         | 1940年7月24日免兼                      |
| 農林大臣 | 18 | 石黒忠篤   |      | 民間                                                       |                          | 初入閣 1940年7月24日任 1941年6月11日免 |
| 農林大臣 | 19 | 井野碩哉   |      | 農林省 陸軍主計少尉                                        |                          | 初入閣 1941年6月11日任                 |
| 商工大臣 | 20 | 小林一三   |      | 民間                                                       |                          | 初入閣 1941年4月4日免                  |
| 商工大臣 | 21 | 豊田貞次郎 |      | 予備役海軍大将 （海大甲種17期）                            |                          | 初入閣 1941年4月4日任                  |
| 逓信大臣 | 47 | 村田省蔵   |      | 貴族院 無所属 （同和会）                                   | 鉄道大臣兼任             | 初入閣                                 |
| 鉄道大臣 | 20 | 村田省蔵   |      | 貴族院 無所属 （同和会）                                   | 逓信大臣兼任             | 初入閣 1940年9月28日免兼               |
| 鉄道大臣 | 21 | 小川郷太郎 |      | 衆議院 （立憲民政党→） 大政翼賛会                          |                          | 1940年9月28日任                        |
| 拓務大臣 | 18 | 松岡洋右   |      | 民間                                                       | 外務大臣兼任             | 初入閣 1940年9月28日免兼               |
| 拓務大臣 | 19 | 秋田清     |      | 衆議院 （無所属→） 大政翼賛会 （第一議員倶楽部）           |                          | 1940年9月28日任                        |
| 厚生大臣 | 6  | 安井英二   |      | 貴族院 （無所属→） 大政翼賛会 （（無会派→） 無所属倶楽部） | 内務大臣兼任             | 1940年9月28日免兼                      |
| 厚生大臣 | 7  | 金光庸夫   |      | 衆議院 （立憲政友会 （金光派）→） 大政翼賛会               |                          | 1940年9月28日任                        |
| 班列 | -  | 星野直樹   |      | 大蔵省                                                     | 企画院総裁兼任           | 初入閣 1940年12月6日まで               |
| 国務大臣 | -  | 平沼騏一郎 |      | 民間 男爵                                                  |                          | 1940年12月6日任 1940年12月21日まで     |
| 国務大臣 | -  | 星野直樹   |      | 大蔵省                                                     | 企画院総裁兼任           | 1940年12月6日任 1941年4月4日免         |
| 国務大臣 | -  | 小倉正恒   |      | 貴族院 無所属 （研究会）                                   |                          | 初入閣 1941年4月2日任                  |
| 国務大臣 | -  | 鈴木貞一   |      | 予備役陸軍中将 （陸大29期）                                | 企画院総裁兼任           | 初入閣 1941年4月4日任                  |
| 1. 辞令のある留任は個別の代として記載し、辞令のない留任は記載しない。 2. 臨時代理は、大臣空位の場合のみ記載し、海外出張時等の一時不在代理は記載しない。 3. 代数は、臨時兼任・臨時代理を数えず、兼任・兼務は数える。 |    |            |      |                                                            |                          |                                        |

### 内閣書記官長・法制局長官
1940年（昭和15年）7月22日任命。 
| 職名 | 代 | 氏名     | 氏名 | 出身等 | 特命事項等 | 備考 |
| --- | -- | -------- | ---- | ------ | ---------- | ---- |
| 内閣書記官長 | 44 | 富田健治 |      | 内務省 |            |      |
| 法制局長官 | 41 | 村瀬直養 |      | 商工省 |            |      |
| 1. 辞令のある留任は個別の代として記載し、辞令のない留任は記載しない。 2. 臨時代理は、大臣空位の場合のみ記載し、海外出張時等の一時不在代理は記載しない。 3. 代数は、臨時兼任・臨時代理を数えず、兼任・兼務は数える。 |    |          |      |        |            |      |

### 政務次官
任命なし。

### 参与官
任命なし。

## 勢力早見表
※ 内閣発足当初（前内閣の事務引継は除く）。
| 出身     | 国務大臣 | その他                   |
| -------- | -------- | ------------------------ |
| 国民同盟 | 1        |                          |
| 火曜会   | 1        | 国務大臣のべ2            |
| 同和会   | 1        | 国務大臣のべ2            |
| 公正会   | 1        |                          |
| 無所属   | 1        | 国務大臣のべ2            |
| 軍部     | 2        |                          |
| 官僚     | 1        | 法制局長官、内閣書記官長 |
| 民間     | 4        |                          |
|          | 12       | 国務大臣のべ15           |

## 内閣の動き
1930年代後半の日本政界は、ドイツ、イタリア（一国社会主義陣営）への接近・社会の革新化の是非を巡って混迷を続けていたが、1940年5月以降、ドイツがフランスへ侵攻してこれを陥落させるなど快進撃を見せたのを受け、世論は独伊との同盟を熱狂的に支持。これらの国家に倣って一国一党制を導入すべく全ての既存政党が解党するとともに、新党の党首に目された近衛元首相を担ぐべく、時の米内内閣に対する倒閣運動が行われ、7月4日、内閣は退陣。近衛が首相に復帰する。
主な政策
- 新体制運動…近衛首相を党首とする日本版ファシスト党（いわゆる「近衛新党」）結党の動きは進み、1940年7月から8月にかけて、無産政党（合法的社会主義政党）を皮切りに全政党が次々と解党。保守政党の慎重派も押し切られる形で続き、8月15日の立憲民政党の解党で国政政党は皆無、衆議院の院内会派は「衆議院倶楽部」一つになる。しかし、この「近衛新党」は、財界から統制経済への反発が出て、閣内に入った小林商工相が同調。また、一党独裁制は天皇大権の侵犯であり憲法違反に当たるとの意見も出される。議会で追及された近衛首相は、新体制運動（大政翼賛運動）の推進体として組織される近衛"新党"（大政翼賛会）は、政治結社とはしないことを公言。これにより、大政翼賛会は、革新主義の一国一党ではなく、政府の施策を下支えする、内務省の外郭団体へと衣替えされる。近衛首相は翼賛会の総裁に就任し、議員の多くは院内会派「翼賛議員同盟」に所属して事実上の議会与党となるが、一部の議員は反ファシズムの立場から（同交会）、あるいは真のファシスト党を目指して（東方会など）、それぞれ袂を別つこととなり、結局日本版ファシズムは成立することはなかった。
- 日中戦争…第1次近衛内閣時に始まった日中戦争は、中華民国（南京国民政府）の蒋介石が重慶まで落ち延びてもなお和平の糸口がつかめないまま、3年が経過。1938年12月には親日派の汪兆銘が南京国民政府から離反しており、汪を首班とする新政権の樹立と、汪政権相手の和平締結が試みられる。1941年3月30日、南京還都式を挙行するが、汪政権は中原一帯から想定してほどの声望を得られず、不発に終わる。一方帝国陸軍は、1941年度から順次撤兵する方針であったことから、蔣政権との交渉（宋子文工作・桐工作）を並行して実施。板垣征四郎支那派遣軍総司令官、蔣、汪の三者会談による打開を図った[10]。しかし第2次近衛内閣が成立すると、東条陸相は板垣の工作に好意を見せず、これを中止。9月には別途、松岡外相による銭永銘工作が行われることになる。しかしこれも不首尾に終わり、11月30日、日本は汪政権との間で日華基本条約を単独締結。蔣政権相手の掃討戦は1945年まで延々と続くこととなった[11]。
- 対応米外交…第2次近衛内閣は、歴代政権が先延ばしにしていた対独同盟締結に着手する。交渉担当の松岡外相は、当時の日本において最大の懸案であった日中戦争のあ解決のためには、世界の大国の一方である米英両国との間で話をつける必要があることから、まず日独伊で同盟を結び、これに独ソ不可侵条約でドイツと近しい関係になっていたソ連を加えて四国同盟とし、米英と勢力均衡を実現させて日中戦争を終結させる、という方途を考えていた。ドイツも、丁度バトル・オブ・ブリテンで快進撃が頭打ちになり、米国が英国の側について反転攻勢が始まる兆しがあったことから、この案に乗り、日ソ親善の仲介も申し出た。9月27日に日独伊三国同盟が締結。1941年3月、松岡外相は自ら訪欧し、ドイツでアドルフ・ヒトラー総統と会談した後、モスクワで日ソ中立条約を締結する[12]。
一方、松岡外相の訪欧と並行して、日米間の直接交渉も進んでいた。これは、在米日本大使館の岩畔豪雄特別補佐官（陸軍省軍事課長/陸軍大佐）を窓口とした非公式的なもので、岩畔大差の試案が諒解案として日本へ伝えられる。政権中枢の多くはこれを米政府提案の協定案と早合点したが、丁度帰国した松岡外相は、正規の外交ルートによるものではないことからこれに反発。日独伊ソ四国同盟による対米交渉という公式方針とまったく異なることから、諒解案に修正を加え、5月3日、日本側修正案をまとめて、交渉を開始させた[13]。
しかし6月22日、突如として独ソ戦が開戦し、日独伊ソ四国同盟構想は崩壊する。新たな外交方針として、松岡外相は即時の対ソ開戦を主張するが、容れられることはなく、独ソ戦不介入と、南部仏印進駐が決定。閣内に居場所がなくなった松岡外相は、7月18日、内閣改造（第3次近衛内閣）とともに罷免される[14]。